# Concursul Muzical Eurovision 1978
Concursul Muzical Eurovision 1978 a fost a douăzeci și treia ediție a concursului muzical Eurovision. 
| Locul | Puncte | Cântec                              | Artist                               | Țară            |
| 1.    | 157    | A-ba-ni-bi                          | Izhar Cohen & Alphabeta              | Israel          |
| 2.    | 125    | L'amour ça fait chanter la vie      | Jean Vallée                          | Belgia          |
| 3.    | 119    | Il y aura toujours des violons      | Joël Prévost                         | Franța          |
| 4.    | 107    | Les jardins de Monaco               | Caline Toussaint & Olivier Toussaint | Monaco          |
| 5.    | 86     | Born To Sing                        | Colm C. T. Wilkinson                 | Irlanda         |
| 6.    | 84     | Feuer                               | Ireen Sheer                          | Germania        |
| 7.    | 73     | Parlez-vous français?               | Baccara                              | Luxemburg       |
| 8.    | 66     | Charlie Chaplin                     | Tania Tsanaklidou                    | Grecia          |
| 9.    | 65     | Bailemos un vals Vivre              | José Vélez Carole Vinci              | Spania Elveția  |
| 11.   | 61     | The Bad Old Days                    | Co-Co                                | Regatul Unit    |
| 12.   | 53     | Questo amore                        | Ricchi e Poveri                      | Italia          |
| 13.   | 37     | It Is Ok                            | Harmony                              | Țările de Jos   |
| 14.   | 26     | Det blir alltid värre framåt natten | Björn Skifs                          | Suedia          |
| 15.   | 14     | Mrs. Caroline Robinson              | Springtime                           | Austria         |
| 16.   | 13     | Boom boom                           | Mabel                                | Danemarca       |
| 17.   | 5      | Dai li dou                          | Gemini                               | Portugalia      |
| 18.   | 2      | Anna rakkaudelle tilaisuus Sevince  | Seija Simola Nilüfer & Nazar         | Finlanda Turcia |
| 20.   | 0      | Mil etter mil                       | Jahn Teigen                          | Norvegia        |